# La maschera del male
La maschera del male (titolo alternativo: La chiromante) è un film muto italiano del 1922 diretto da Mario Almirante con interpreti principali Italia Almirante Manzini e Oreste Bilancia.

## Trama
Rimasta in gioventù vittima delle brutalità del patrigno, Lucrezia, da adulta, decide si vendicarsi implacabilmente di tutti gli uomini. Diventata Contessa Turchina, proprietaria di una casa da gioco, cattura gli uomini per distruggerli prima economicamente e poi, con l'arte della sua fatale seduzione, sottometterli. Quando però incontra un giovane uomo, di cui si innamora, ma al quale riserva la sorte di tutti gli altri, arriva il pentimento: si rinchiude in un asilo ad assistere i bambini abbandonati.

## Critica
E. Pastori in La vita cinematografica del 7 ottobre 1922: «[...] Il prologo che precede i quattro atti del dramma è come un dogma fondamentale. Senza la visione di esso non si può comprendere, né concepire per quale movente questa fascinatrice sorrida nell'ebbrezza del male di cui si circonda e che semina sulla sua via. Ed è necessario appunto assistere alla fosca scena preliminare [...] per poter considerare l'eccezionale originalità peccaminosa della sua esistenza, non come istintiva inclinazione alla colpa, ma come rappresaglia conseguente contro il destino, come una vendetta bieca ed inesausta contro quella umanità che le si è mostrata beffardamente brutale ed inesorabile. Le scene che seguono e che portano al naturale epilogo, sono unicamente coreografiche. Hanno dell'avventura poliziesca. del bozzetto  passionale e della puntata d'appendice [...]. E piacciono come singoli episodi e non perché esse siano un nesso logico della vicenda. Tutto ciò nuoce, quindi, anziché serrare le fila (sic) di questo dramma avventuroso [...]. Italia Almirante, sobria sempre e naturale, ha poche scene emergenti, nonostante essa sia l'ossatura della trama [...]».

M.T.F. in La rivista cinematografica del 25 dicembre 1922: « Il titolo suggestivo, l'arte eccellentissima dei suoi principali interpreti, nonché la sua sfarzosa messa in scena, come da tempo, infatti, non avemmo più occasione di constatare, ci ha fatto indubbiamente pensare ad un ritorno ai magnifici film d'un tempo, quando ancora si sapeva dare una vera e propria impronta artistica anche a ciò che forse nulla avrebbe avuto a che fare con l'arte, ov'essa venga intesa come mezzo integrante della speculazione cinematografica e specificatamente a quell'aureo periodo in cui il cinematografo s'andava dibattendo puramente per mettere in evidenza le proprie dive e i propri divi. Invano insisterei quindi se volessi adoperare per La chiromante i medesimi termini critici usati per altri film, del genere e volessi ricercarvi pregi o difetti, in tema di produzione, considerando La chiromante come un lavoro leggermente in contrasto con le attuali esigenze tecniche, scientifiche ed artistiche. Ma poiché ciò che nel bello è grande non può sfuggire alla più minuta attenzione, benché qualche volta sia di secondaria importanza discutere il soggetto, per quanto sapiente e geniale da parte di Mario Almirante, la sua esecuzione, quello che sommamente ci dà motivo di giudicare La chiromante un capolavoro. è l'efficacia profonda e assoluta della sua protagonista [...]. Un nuovo trionfo quindi del divismo inteso nel senso più ampio e cioè nella formola dell'arte per l'arte, dai più ancora oggi combattuta per timore di riveder sopraffatta la propria produzione o di vederla travolta nuovamente attraverso forme rappresentative irraggiungibili e costosissime [...]».